# موريل سبارك
موريل سبارك (بالإنجليزية: Muriel Spark)‏ (1 فبراير 1918، إدنبرة في المملكة المتحدة - 13 أبريل 2006، فلورنسا في إيطاليا)؛ مؤلِّفة، كاتِبة مسرحية، كاتبة سيناريو، شاعرة وروائية بريطانية.

## رواياتها
- المعزون - 1957
- روبنسون - 1958
- تذكرة الموت - 1959
- أغنية بيكهام راي - 1960
- العزاب - 1960
- دافع الآنسة جان برودي - 1961
- الفتيات ذات الموارد الضئيلة - 1963
- بوابة ماندلباوم - 1965
- الصورة العامة - 1968 - أدرجت في القائمة القصيرة لجائزة بوكر
- مقعد السائق - 1970
- ممنوع الإزعاج - 1971
- البيت الحار على النهر الشرقي - 1973
- دير كرو - 1974
- الاستيلاء - 1976
- حقوق إقليمية - 1979
- التسكع بلا هدف - 1981 - وصل للقائمة القصيرة لجائزة بوكر
- المشكلة الوحيدة - 1984
- صرخة بعيدة من كينزنغتون - 1988
- حفلة شراب - 1990
- الواقع والأحلام - 1996
- المساعدة والتحريض - 2000
- المدرسة النهائية - 2004

## روابط خارجية
- موريل سبارك على موقع أرشيف الشارخ.
- موريل سبارك على موقع IMDb (الإنجليزية)
- موريل سبارك على موقع الموسوعة البريطانية (الإنجليزية)
- موريل سبارك على موقع مونزينجر (الألمانية)
- موريل سبارك على موقع ميوزك برينز (الإنجليزية)
- موريل سبارك على موقع أول موفي (الإنجليزية)
- موريل سبارك على موقع قاعدة بيانات برودواي على الإنترنت (الإنجليزية)
- موريل سبارك على موقع قاعدة بيانات برودواي على الإنترنت (الإنجليزية)
- موريل سبارك على موقع قاعدة بيانات الأفلام السويدية (السويدية)
- موريل سبارك على موقع إن إن دي بي (الإنجليزية)
- موريل سبارك على موقع قاعدة بيانات الفيلم (الإنجليزية)